# Sommer-Deaflympics 2009/Badminton
Bei den Sommer-Deaflympics 2009 in Taipeh wurden sechs Wettbewerbe im Badminton ausgetragen.

## Medaillengewinner
| Disziplin    | Gold | Silber                                                                             | Bronze |
| ------------ | --- | ---------------------------------------------------------------------------------- | --- |
| Herreneinzel | Artemy Karpov | Rajeev Bagga                                                                       | Lu Guangyao |
| Dameneinzel  | Gergana Baramova                                                                                                 | Wang Meng                                                                          | Kristina Dovidaitytė                                                                                                  |
| Herrendoppel | Artemy Karpov Mikhail Efremov                                                                                    | Yeo Kok Fang Teh Cheang Hock                                                       | Lee Jong-bong Sin Hyun-woo                                                                                            |
| Damendoppel  | Yu Eun-kyung Jeong Seon-hwa                                                                                      | Olga Shtayger Alena Soboleva                                                       | Wang Meng Zhang Yi |
| Mixed        | Sin Hyun-woo Jeong Seon-hwa                                                                                      | Artemy Karpov Alena Soboleva                                                       | Tomofumi Kobori Mari Ishii                                                                                            |
| Mannschaft   | Südkorea Arum Joung Choi Jin-woo Yu Eun-kyung Lee Jong-bong Jung Sun-ho Sin Hyun-woo Jeong Seon-hwa Kim Sung-hee | Russland Valery Antonov Mikhail Efremov Artemy Karpov Olga Shtayger Alena Soboleva | Litauen Tomas Dovydaitis Ignas Reznikas Kristina Dovidaitytė Kazimieras Dauskurtas Emilija Mateikaitė Viktorija Novik |